# قراص قنبي
القراص القنبي (باللاتينية: Urtica cannabina) نوع نباتي يتبع جنس القراص من الفصيلة القراصية.

## البيئة والانتشار
موطنه غرب آسيا من إيران إلى سيبيريا.